# JAM THE PLANET
『JAM THE PLANET』（ジャム・ザ・プラネット）は、2021年4月1日からJ-WAVEで放送されているラジオ番組（ニュース情報番組）である。

## 概要
2021年3月まで20年に渡り放送されてきた『JAM THE WORLD』の放送時間を拡大・リニューアルさせ、「Whole News Experience」をキーワードに、世界のニュースや音楽、時代を映すカルチャー、話題の人物、SDGs的な地球規模の視点も取り入れ、よりグローバルな情報を届けるというコンセプトである。
番組ハッシュタグは『#jamtheplanet』。
また、インターネットラジオ局・Worldwide FMとコラボしたDJ MIXのコーナーもオンエアされる。
ナビゲーターは引き続きグローバーが担当。
2023年10月より番組を2部制に変更。19:00 - 20:00に新たに吉田まゆと堀潤をナビゲーターに置き、従前の『JAM THE WORLD』路線を踏襲した形式にリニューアル、20:00 - 22:00は引き続きグローバーが担当する形となった。この改編に伴いradikoの枠組みも3時間1番組から前半1時間をPart1、後半2時間をPart2として分割された。
2024年4月から、番組内のコーナーであった『SEVEN BANK GLOBAL BUSINESS CHARGE』が、15分番組として独立し、本番組は21:45までの放送となった。
2024年10月から堀潤に代わりインターネットニュースメディア「The HEADLINE」編集長の石田健が水・木曜の第1部ナビゲーターとなった。

## ナビゲーター
- 吉田まゆ（2023年10月2日 - ）（月・火 19:00 - 20:00の担当）
- 石田健（2024年10月2日 - ）（水・木 19:00 - 20:00の担当）
- グローバー（2021年4月1日 - 、2023年10月より後半パートの担当）

### 過去のナビゲーター
- 堀潤（2023年10月4日 - 2024年9月26日）（水・木 19:00 - 20:00の担当）

## 放送時間
以下の時間は日本標準時に基づく。
- 毎週月曜日 - 木曜日 19:00 - 22:00（2021年4月1日 - 2021年12月10日, 2022年7月4日 - 2024年3月28日）
- 毎週月曜日 - 木曜日 19:00 - 21:50（2021年12月13日 - 2022年6月30日）
- 毎週月曜日 - 木曜日 19:00 - 21:45（2024年4月1日 - ）

### 祝日における編成について
放送日が祝日にあたる場合、J-WAVEでは『J-WAVE HOLIDAY SPECIAL』を9:00-17:55まで編成しているが、18:00以降にも特別番組が組まれる場合、放送時間によって当番組は開始時刻が変更、もしくは番組が全編休止となる場合がある。
- 特別番組が18:00-19:00の1時間で、その後に特別番組を組まない場合は通常通り19:00からのフルバージョンで放送となる。
- 特別番組が18:00-19:55の2時間の場合、19時台を休止して20:00-21:45までの短縮バージョンで放送。19時台を担当するナビゲーター（吉田 or 石田）は休演となる。
- さらに20時以降にも特別番組が組まれる場合は以下のように全編休止となる。

#### 番組が休止となった場合
- 2021年9月20日、2021年9月23日：特別番組『J-WAVE SPECIAL BORN TOMORROW –FUTURE IS YOURS–』（20:00-24:00）を放送したため全編休止。グローバーはこの番組のナビゲーターを担当。
- 2022年1月10日、2023年1月9日、2024年1月8日、2025年1月13日：特別番組『J-WAVE SPECIAL SAPPORO BEER AT AGE 20, THE BEGINNING』（20:00-21:55）を放送したため全編休止。
- 2022年3月21日：特別番組『J-WAVE SPECIAL OKUMURAGUMI presents TOKYO GUITAR JAMBOREE』（20:00-24:00）を放送したため全編休止。グローバーはこの番組のナビゲーターを担当。
- 2023年3月21日、2024年3月20日：特別番組『J-WAVE SPECIAL TSUCHIYA EARTHOLOGY』（20:00-21:55）を放送したため全編休止。
- 2025年5月5日：特別番組『J-WAVE SPECIAL TOKYO M.A.P.S　Nagaoka Ryosuke EDITION』（20:00-21:55）を放送したため全編休止。
- 2025年8月11日：特別番組『J-WAVE SPECIAL Expedia EIICHI OHTAKI'S NIAGARA 50TH ODYSSEY LIVE – ON AIR』（20:00-21:45）を放送したため全編休止。

### 19時台のみの編成となった場合
- 2024年3月19日は平日だが当番組を19時台のみの放送とし、20時からは『J-WAVE SPECIAL OKUMURAGUMI presents TOKYO GUITAR JAMBOREE 2024』（グローバーがナビゲーターを担当）を編成した。翌2025年3月19日も同様に『J-WAVE SPECIAL OKUMURAGUMI presents TOKYO GUITAR JAMBOREE 2025』を放送。
- 2025年5月27日は20:00-21:45の枠でMISIAがナビゲートする特別番組『SISTA'S SOUL SPECIAL』を放送。

## タイムテーブル
2024年10月現在。
- 19:00 - オープニングトーク、HEADLINE NEWS
  - HEADLINE NEWSは他時間帯のものとは異なり、前半と後半で各3本計6本程度伝え、その中から各1本ずつナビゲーターによる解説や直後のNEWS TO THE TABLEで取り上げる旨を紹介する。
- 19:07 - NEWS TO THE TABLE
  - 最新ニュースを専門家が解説する。放送終了後ポッドキャストでの配信もあり。
- 19:25 - MONEY & MOVEMENT
  - マーケット情報と最新の経済トピックスを紹介する。
- 19:38 - TODAY'S SPECIAL
  - 19時台ナビゲーターによる、注目すべきニュースを掘り下げる特集コーナー。
- 20:00 - 19時台ナビゲーターとグローバーによるクロストーク、世界各国メディアの最新ヘッドラインを紹介。
- 20:10 - NEWS FROM EXPERT
  - 国際的なニュースやトピックを各分野に精通するエキスパートが取り上げ解説する。
- 20:50 - LOHAS TALK（小黒一三）
- 21:00 - QUIZ FROM CITIES
  - 世界の街のニュースから今を知るクイズコーナー。
- 21:17 - SOUNDS & CITIES 〜THE WORLD PRESENTER'S NETWORK〜
  - 世界中のラジオDJやMC、音楽プロデューサーがプレゼンターとして日替わりで各地の空気感を詰め込んだDJ MIXを放送する。